# São Paio (Guimarães)
São Paio ist ein Ort und eine ehemalige Gemeinde (Freguesia) im Norden Portugals.
São Paio gehört zum Kreis und zum Stadtkern von Guimarães im Distrikt Braga. Die Gemeinde hatte eine Fläche von 0,45 km² und 2880 Einwohner (Stand 30. Juni 2011).
Am 29. September 2013 wurden die Gemeinden Guimarães (São Paio), Guimarães (São Sebastião) und Guimarães (Oliveira do Castelo) zur neuen Gemeinde União das Freguesias de Oliveira, São Paio e São Sebastião zusammengeschlossen.